# Айгунский договор
Айгунский договор (кит. трад. 璦琿條約, упр. 瑷珲条约, пиньинь Àihún tiáoyuē) — договор между Российской империей и маньчжурской Империей Цин, заключённый 16 (28) мая 1858 год в городе Айгунь. Установил русско-цинскую границу по реке Амур.

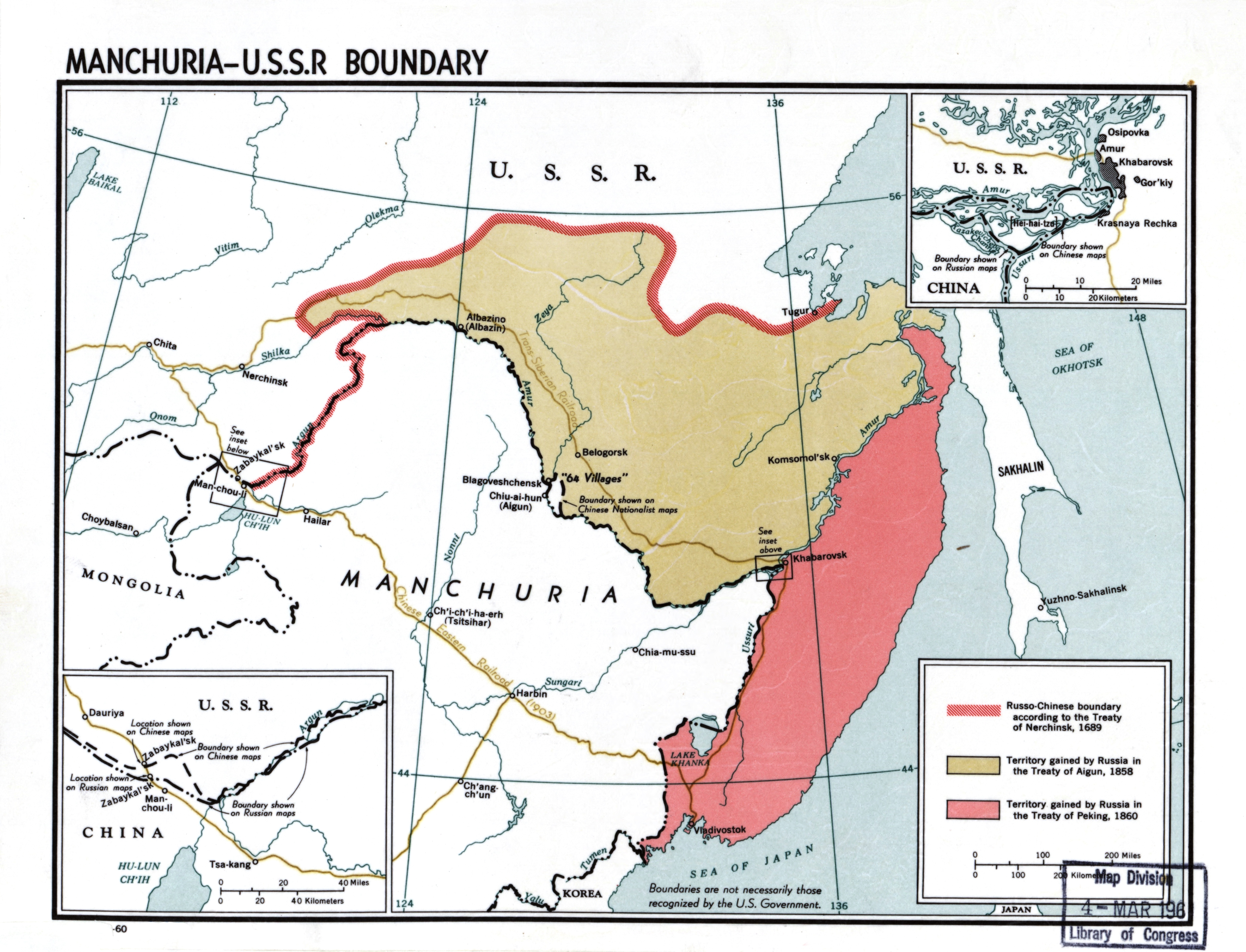
Территории, отошедшие к России по:
Айгуньскому договору 1858 года
Пекинскому договору 1860 года

## Стороны
Был составлен и написан Рафаилом Александровичем Черносвитовым, сибирским золотопромышленником, «петрашевцем», другом графа Муравьёва. Договор подписали:
- со стороны Российской империи: генерал-губернатор Восточной Сибири генерал-адъютант граф Н. Н. Муравьёв и статский советник Министерства иностранных дел Пётр Перовский;
- со стороны Империи Цин: айгунский амбань, генерал-адъютант, придворный вельможа, Имп. Айгун, амурский главнокомандующий князь Айсиньгёро Ишань и помощник дивизионного начальника Дзираминга.

## Условия
Договор фактически пересматривал ранее подписанный Нерчинский договор 1689 года, который впервые согласовал границу между Империей Цин и Россией. Предметом договора было установление российско-цинской границы. Стороны соглашались на то, что левый берег Амура от реки Аргуни до устья признавался собственностью России, а Уссурийский край от впадения Уссури в Амур до моря оставался в общем владении впредь до определения границы. Плавание по Амуру, Сунгари и Уссури было разрешено только российским и маньчжурским судам и запрещено всем остальным. В устье Амура разрешалось заходить только китайским и российским кораблям, но пекинские власти поначалу отказались утвердить Айгунский договор.
В 1860 году договор был подтверждён и существенно расширен Пекинским договором. В китайской историографии оба договора рассматриваются как неравные, так как Империя Цин, ослабленная Опиумными войнами и восстанием тайпинов, была вынуждена пойти на уступки под угрозой Муравьева открыть второй фронт.

## Память
- За подписание Айгунского договора Н. Н. Муравьёв получил титул «Амурского» и стал Муравьёвым-Амурским.
- В Иркутске на улице Заморской были выстроены триумфальные Амурские ворота, а сама улица была переименована в Амурскую (ныне улица Ленина).